# Seleção Neozelandesa de Rugby League

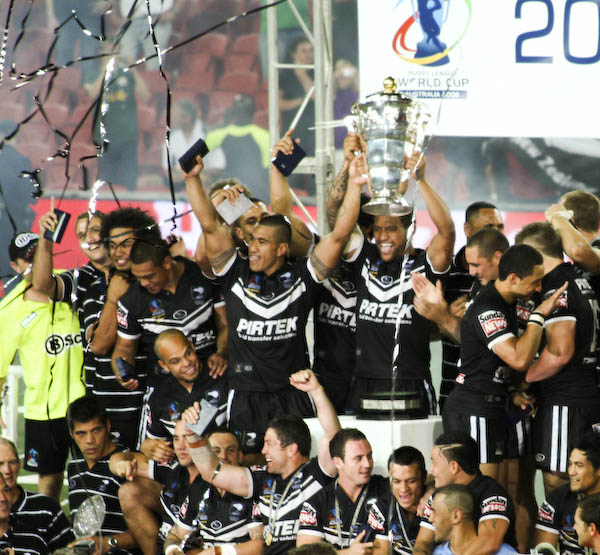
Kiwis comemorando o título da Copa do Mundo de Rugby League de 2008, a primeira vencida pela Nova Zelândia.

A Seleção Neozelandesa de Rugby League é a equipe que representa a Nova Zelândia no rugby league mundial. Seus jogadores são apelidados de Kiwis.
A modalidade é secundária no país, que prefere o rugby union, o código de rugby mais difundido no mundo e no qual os neozelandeses possuem a seleção mais poderosa: os All Blacks. O league tem uma certa popularidade principalmente na cidade de Auckland, cidade do clube mais forte do país na modalidade, o New Zealand Warriors, que compete no campeonato australiano - a vizinha Austrália é um dos poucos países onde o league supera o union em preferência. A média de público do Warriors não é muito inferior à do Blues, time de rugby union de Auckland.
Ao lado da inglesa, é uma das poucas seleções que consegue fazer frente à da Austrália, a mais forte deste esporte. Foi justamente sobre os vizinhos que os Kiwis conseguiram vencer a Copa do Mundo de Rugby League de 2008, no que foi o primeiro título mundial da equipe, um choque para os australianos e uma grata surpresa em um torneio marcado pela previsibilidade. Estas três seleções travavam anualmente entre si o Torneio Três Nações, que em 2009 foi ampliado para Quatro.
Ao lado da australiana e da francesa, é a única presente em todas as quinze Copas do Mundo já realizadas.

## Títulos
- Copa do Mundo de Rugby League (1): 2008
- Três/Quatro Nações (2): 2005 e 2010